# Епархиен администратор
Епархиен администратор в католическата църква е прелат, който е избран да ръководи временно епархия, когато тя е със sede vacante (администратор sede vacante) или в редките случаи, когато епископът ординарий на епархията е изпратен в изгнание или е хвърлен в затвор (администратор seda plena). За разлика от апостолическите администратори, епархийните не са преконизирани от папата, а са избрани от местните структури на епархията.
Ако има sede vacante в епархията, властта временно поема помощник-епископът (ако са повече от един - този с най-дълъг стаж като епископ) или друг свещеник от списъка, който всеки епархиен епископ е длъжен да състави. След това катедралната капитула в епархията е длъжна да избере капитулен викарий. Ако в епархията няма капитула, властта ѝ се поема от Колегията на съветниците, която избира епархиен администратор sede vacante.
Задачата на викария или администратора е да се грижи за местната църква до попълване на вакантното място. Правомощията им изтичат в момента на приемането на епархията от назначения от папата нов епископ. За администратор или викарий може ба бъде избран само епископ или свещеник над 35-годишна възраст. Ако изборът не бъде направен до 8 дни, архиепископът митрополит (за суфрагалните епархии) или най-възрастният суфрагален епископ (за митрополиталните епархии) назначава администратор.
Папата често се възползва от правото си да назначи апостолически администратор sede vacante или sede plena със същата власт, както на викария или администратора.